# Samppa Lajunen
Samppa Kalevi Lajunen (Turku, 23 april 1979) is een voormalig Fins noordse combinatieskiër.

## Carrière
In 1998 nam Lajunen voor het eerst deel aan de Olympische Winterspelen. Hij won toen twee zilveren medailles, voor de 4 x 5 kilometer met het Finse team en de 15 kilometer individueel. Op de Olympische Winterspelen van 2002 won Lajunen drie gouden medailles. De eerste voor de 15 kilometer individueel, de tweede voor de 4 x 5 kilometer met het team en de laatste gouden medaille won Lajunen met de 7.5 kilometer sprint. Lajunen eindigde zijn carrière in het seizoen 2003/2004 op nog maar 24-jarige leeftijd.

## Resultaten

### Olympische Winterspelen
| Jaar | Plaats                          | Resultaten                                        |
| ---- | ------------------------------- | ------------------------------------------------- |
| 1998 | Nagano Japan                    | 4 x 5 km team · 15 km individueel                 |
| 2002 | Salt Lake City Verenigde Staten | 15 km individueel · 4 x 5 km team · 7.5 km sprint |